# 이류 (물리학)
물리학에서 이류(移流)는 온도나 농도 등의 물리량의 차이로 인해 유체가 이동하는 것을 의미한다. 확산과 함께 대류를 이루는 한 현상이다.

## 이류 방정식
이류를 나타내는 편미분방정식을 이류 방정식이라 한다。물리량 ψ(t , x )가 속도 c로 이류하는 것을 나타내는 방정식은 다음과 같다:
{\displaystyle {\frac {\partial \psi (t,{\boldsymbol {x}})}{\partial t}}=-{\boldsymbol {c}}\cdot {\boldsymbol {\nabla }}\psi (t,{\boldsymbol {x}})}

1차원의 경우 이류방정식은 다음과 같다：
{\displaystyle {\frac {\partial \psi (t,x)}{\partial t}}+c{\frac {\partial \psi (t,x)}{\partial x}}=0}
이 방정식은 해석적으로 풀 수 있고, 임의의 함수 f에 대해 다음과 같이 표현된다.
{\displaystyle \psi (t,{\boldsymbol {x}})=f({\boldsymbol {c}}t-{\boldsymbol {x}})}

## 같이 보기
- 지구 대기권
- 보존 법칙
- 오버슈트 (신호)
- 방사선